# Tlogo (Prambanan)
Tlogo is een bestuurslaag in het regentschap Klaten van de provincie Midden-Java, Indonesië. Tlogo telt 4699 inwoners (volkstelling 2010).